# 孫潘戈 (墨西哥州)

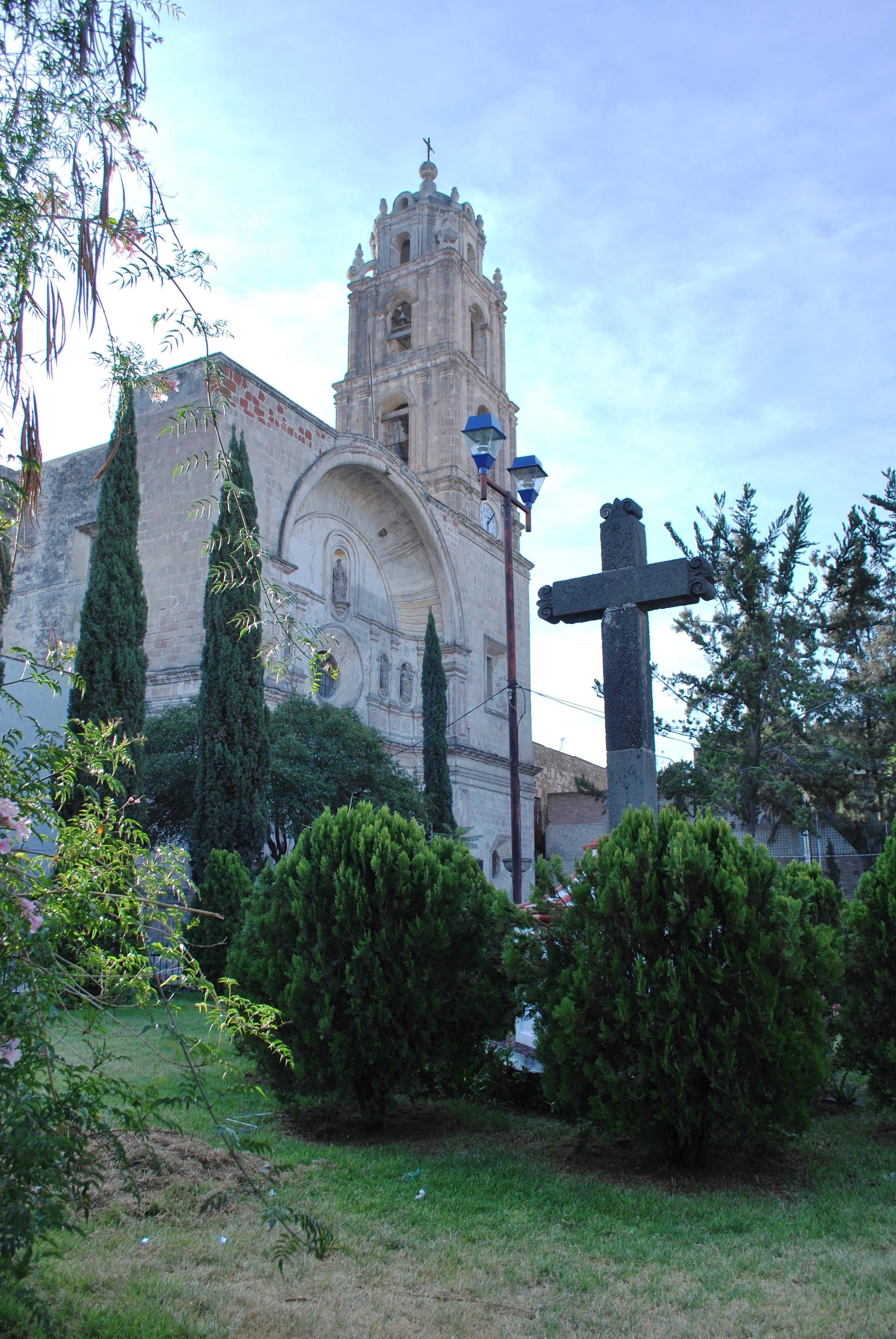

孫潘戈是墨西哥的城市，由墨西哥州負責管轄，位於該國南部，距離首都墨西哥城55公里，始建於1870年10月16日，面積244平方公里，海拔高度2,250米，2010年人口127,988。

## 外部連結
- Map of Zumpango